# 코나스키 노매즈 FC
코나스키 노매즈 FC(영어: Connah's Quay Nomads Football Club)는 플린트셔 코나스키(Connah's Quay)를 연고로 하는 웨일스의 축구 클럽이다. 현재는 웨일스 프리미어리그에 참가하고 있다.

## 선수 명단

### 현역
- 앤디 퍼스(2022 ~ )